# 泰拉尔巴
泰拉尔巴（義大利語：Terralba），是意大利奥里斯塔诺省的一个市镇。总面积34.87平方公里，人口10288人，人口密度295.0人/平方公里（2009年）。ISTAT代码为095065。